# Kéknyelű

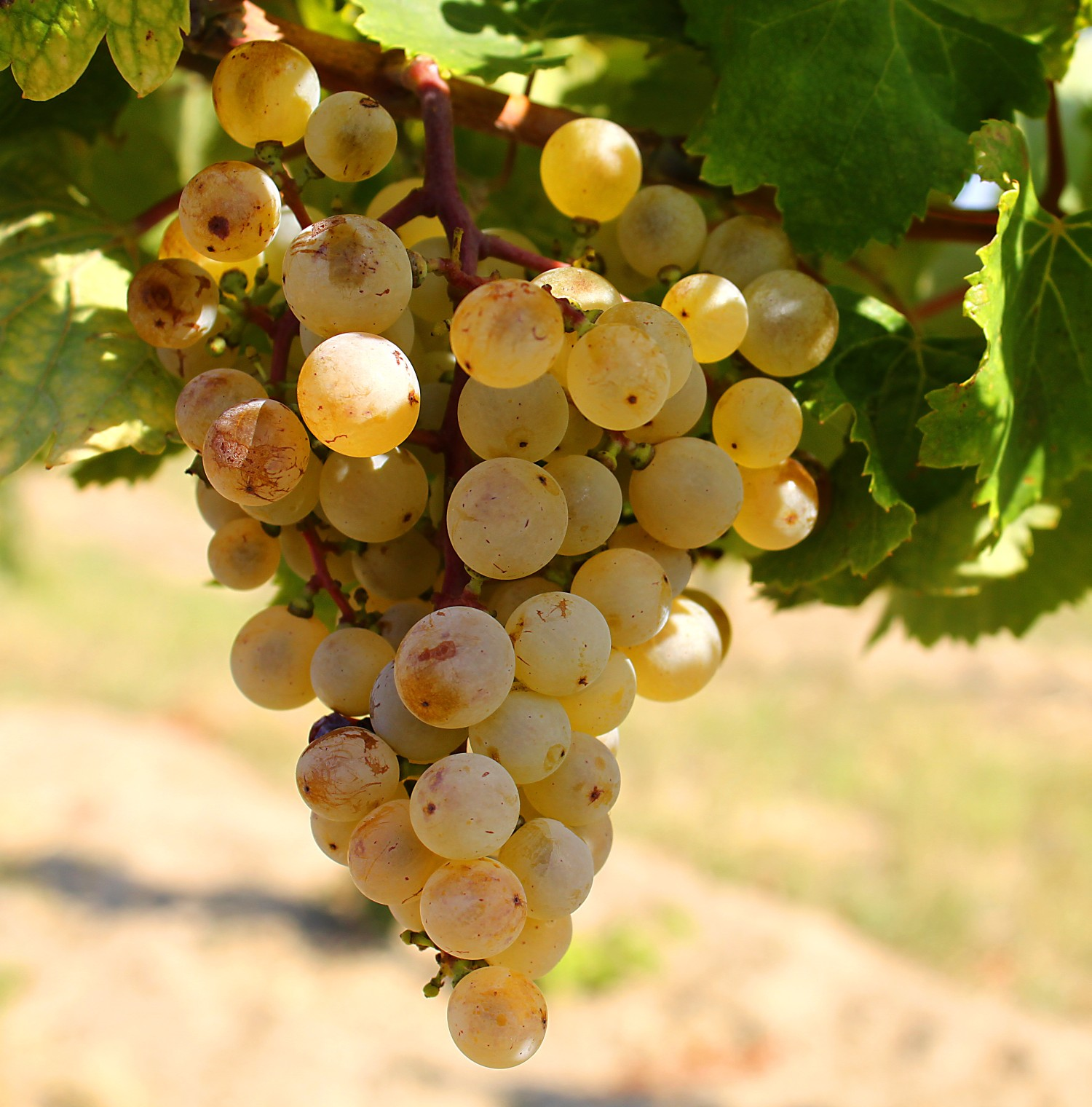
De Keknyelű druif

Kéknyelű (betekenis naam: 'met een blauwe stengel') is een zeldzaam Hongaarse druivenras. 
Kéknyelű is lastig te telen en heeft een lage opbrengst. De wijn van Kéknyelű heeft een lichtgroene kleur en is fris geurig. De kéknyelű lijkt op de királyleányka en wordt vooral verbouwd in de wijnregio's Eger en Badacsony.